# Trionymus quadricirculus
Trionymus quadricirculus är en insektsart som beskrevs av Mckenzie 1967. Trionymus quadricirculus ingår i släktet Trionymus och familjen ullsköldlöss. Inga underarter finns listade i Catalogue of Life.